# Клавдия Октавия
Кла́вдия Окта́вия (лат. Claudia Octavia), редко — Клавдия Неро́нис (лат. Claudia Neronis); (42 — 9 июня 62) — дочь императора Клавдия, первая жена императора Нерона.

## Происхождение
Октавия была дочерью римского императора Клавдия от его третьей жены Валерии Мессалины. Была названа в честь её прабабки Октавии Младшей, сестры императора Августа. Старшая сестра Британника и младшая сестра Клавдии Антонии.

## Жизнеописание

### Ранние годы
Родилась в Риме. Ещё будучи девочкой, в 48 году, была обручена с будущим претором Луцием Юнием Силаном Торкватом. В том же году Мессалина решилась на заговор против императора, который был раскрыт. Мать Клавдии была казнена.
После этого Клавдий женился в четвёртый раз на своей племяннице Агриппине Младшей. К этому времени Агриппина уже имела сына от первого брака с Гнеем Домицием Агенобарбом — Луция Домиция Агенобарба, будущего императора Нерона. Интригами Агриппины помолвка Октавии и Луция Силана была расторгнута, после чего Октавия была выдана замуж за Нерона. Свадьба состоялась 9 июня 53 года.

### Брак с Нероном

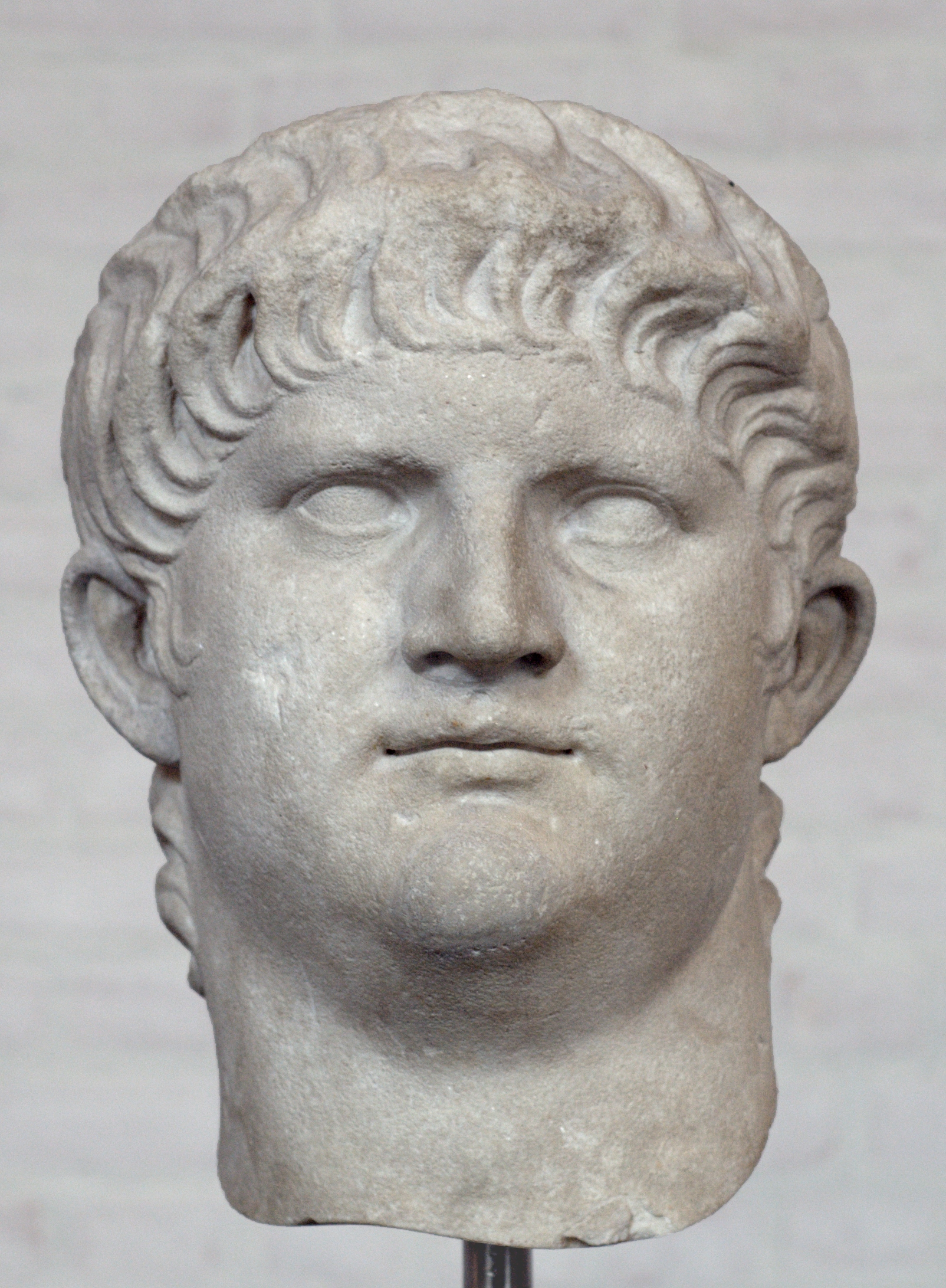
Нерон

Клавдий умер 13 октября 54 года. После него титул принцепса перешёл к Нерону. Нерон жестоко расправлялся со всеми, кого можно было заподозрить в стремлении к императорской власти. Так, одной из первых жертв стал брат Октавии Британник, отравленный в феврале 55 года. Тацит пишет, что это событие глубоко потрясло Октавию, но она училась таить в себе и скорбь, и любовь, и все свои чувства.
Клавдия была очень популярна среди римлян, а вот её брак оказался неудачным. По словам Тацита, Нерон «испытывал к ней неодолимое отвращение» и не был верен ей. С 55 года любовницей Нерона была вольноотпущенница Клавдия Акта, которую он даже хотел сделать своей женой. Однако Агриппина, имевшая ещё на него достаточно сильное влияние, заставила его отступиться от этой идеи.
С 58 года любви императора удостоилась жена его приближенного, Отона, Поппея Сабина. Нерон добивается развода Поппеи и Отона и отсылает последнего с глаз долой в должности наместника Лузитании. Когда Поппея забеременела, Нерон развелся с Октавией, обвинив её в бесплодии, и спустя двенадцать дней женился на Поппее.

### Изгнание и смерть
Став женой принцепса, властная Поппея стремилась окончательно погубить Октавию. Для этого она подкупила одного из слуг Октавии, чтобы он обвинил её в сожительстве с рабом, но обвинение оказалось несостоятельным — рабы Октавии не признали этого факта даже под пыткой. Тем не менее Нерон приказывает ей удалиться в Кампанию, где она была помещена под надзор. Однако роптание народа в Риме и постоянные жалобы Клавдии Октавии заставили Нерона вернуть её в город. Римляне встречали её с радостью, выйдя на улицы с её статуями, украшенными цветами.
Поппея пугается последствий такой популярности и подкупает с ведома Нерона префекта Мизенского флота Аникета (ранее Аникет участвовал в убийстве Агриппины Младшей), дабы тот признался в прелюбодеянии с Октавией. Октавию высылают на остров Пандатерию (совр. Вентотене, Италия), где держат под стражей. Клавдия Октавия снова пишет жалобы в Рим, но в ответ стража пытает до смерти её служанок. Она остаётся одна.
В это же время фабрикуется обвинение «Октавия, дабы располагать флотом, соблазнила Аникета, и, побуждаемая преступностью этой связи, пресекла беременность», и Октавии объявляют, что она должна умереть. Сцена её смерти так описана Тацитом:

Её связывают и вскрывают ей вены на руках и ногах; но так как стеснённая страхом кровь вытекала из надрезанных мест слишком медленно, смерть ускоряют паром в жарко натопленной бане. К этому злодеянию была добавлена ещё более отвратительная свирепость: отрезанную и доставленную в Рим голову Октавии показали Поппее. Упоминать ли нам, что по этому случаю сенат определил дары храмам?

Смерть Октавии вызвала сострадание у римлян. Светоний пишет, что в последующие годы Нерона мучили во сне кошмарные явления его матери и Клавдии Октавии.

## Образ в культуре
Развод Октавии с Нероном представлен в трагедии «Октавия», написанной неизвестным автором в I веке. Октавия упоминается в утерянной опере Георга Фридриха Генделя «Нерон», опере Клаудио Монтеверди «Коронация Поппеи» (1642), опере Рейнхарда Кайзера «Октавия» (1705), трагедии Витторио Альфьери «Октавия» (1783), балете Иоганна Каспара Айблингера «Смерть Нерона» (1815/1816). В некоторых произведениях встречается творческая вольность при описании исторических событий: например, опера Джованни Баттиста Бассани «Агриппина в Байе» (1687) заканчивается счастливым примирением персонажей.
Октавия является главной героиней историко-биографического романа Сеймура ван Сантвоорда «Октавия: Повесть о Древнем Риме» (1923), персонажем многотомного романа Антона Ульриха Брауншвейг-Вольфенбюттельского «Римская Октавия» (1677—1685, 1712), романа Роберта Грейвса «Божественный Клавдий» (1934) и его экранизации — телесериала «Я, Клавдий» (1976).